# Tomáš Hoskovec
Tomáš Hoskovec (* 5. srpna 1960 Jihlava) je český jazykovědec, bývalý docent obecné lingvistiky a indoevropeistiky na Filozofické fakultě Masarykovy univerzity v Brně a současný předseda Pražského lingvistického kroužku. V současnosti (2022) přednáší na Filozofické fakultě Jihočeské univerzity.
Po ukončení studia obecné lingvistiky na Filozofické fakultě Univerzity Karlovy v Praze a matematiky na Matematicko-fyzikální fakultě tamtéž působil nejprve v čele katedry obecné jazykovědy na Západočeské univerzitě v Plzni. Na Masarykově univerzitě pracoval od roku 1996 do 2016. Byl také vědeckým pracovníkem Slovanského ústavu Akademie věd České republiky.
Je členem Pražského lingvistického kroužku, v němž mj. edituje jeho novou řadu sborníků Travaux du Cercle linguistique de Prague. V odborných časopisech publikoval řadu článků o aspektech vývoje indoevropských jazyků, zvláště litevštiny či zaniklé pruštiny, a rovněž o historii Pražského lingvistického kroužku.

## Publikace
- Celostní filologie jako program (na příkladu baltistiky). Časopis pro moderní filologii, 92/2010, 1–2, s. 10–17.
- Jiří Veltruský. Theatralia 2010/2, 15.10.2010. Brno: Kabinet divadelních studií při Semináři estetiky.
- Od významu v jazyce ke smyslu v textu: O dobrodružství strukturalistické cesty. Slovo a slovesnost, 69/2008, 1–2, s. 110–130, dostupné také na: www.ceeol.com.